# Alcalá de Gurrea
Pour les articles homonymes, voir Alcalá.
Alcalá de Gurrea est une commune d’Espagne, dans la province de Huesca, communauté autonome d'Aragon comarque de Hoya de Huesca.